# Liste der Äbte von St. Ulrich und Afra (Augsburg)
Die folgende Liste ist eine Aufzählung aller Äbte des Benediktinerklosters St. Ulrich und Afra in Augsburg. Das Kloster wurde zwischen 1006 und 1012 gegründet und 1802 im Zuge der Säkularisation aufgelöst. Die Jahreszahlen beziehen sich auf die Amtszeit.

## Liste

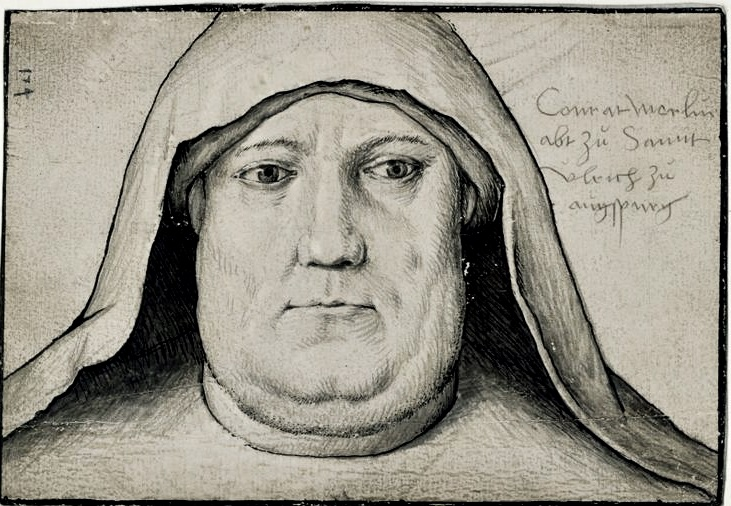
Abt Konrad Mörlin

- Abt Konrad MörlinReginbald ca. 1006 – 1007/13 (auch Bischof von Speyer)
- Dego 1007/13 – (1017?)
- Gotisgenus (1017?) – (1019?)
- Fridebold (1019?) – 1030/31
- Heinrich I. 1030/31 – (1044?)
- Dieto I. (1044?) – (1050?)
- Adilhalm (1050?) – 1073/77
- Die(t)mar 1073/77 – (1080?)
- Reichsabt Willibald PoppSigehard 1084 – 1099
- Hartmann 1100 – 1103
- Bernger 1103 – ca. 1107
- Adalbero ca. 1107 – 1109
- Egino 1109 – 1120
- Gunther (Gegenabt) 1118 – 1122/23

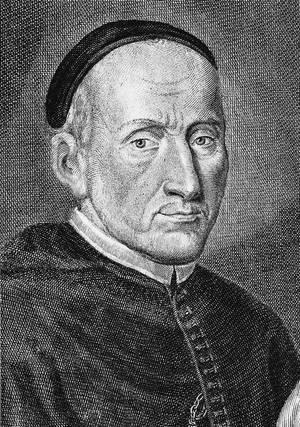
Reichsabt Willibald Popp

- Wollemar (Abtverweser) 1122/23 – 1124
- Udalschalk (1124) – 1149/50
- Hezilo 1149/50 – 1164/65
- Ulrich I. von Biberbach 1164/65 – 1175
- Heinrich II. von Maisach 1175 – 1178
- Manegold 1178 – 1184
- Heinrich III. 1184 – 1188
- Erkenbold 1188 – 1200/1202 (?)
- Ulrich II. 1200/1202 – 1211/1213
- Heinrich IV. 1211/1213 – res. nach 1220
- Dieto II. nach 1220 – 1225/1228
- Liutfrid vor 1230 – res. 1230 (?)
- Hiltibrand 1230 – 1243 (?)
- Gebwin von Thürheim 1243 (?) – 1266
- Dietrich von Roth 1266 – 1288
- Siboto Stolzhirsch 1288 – res. 1293/1294
- Heinrich V. von Hugenanch 1293 (?) – 1315
- Marquard von Hagel 1315 – 1334
- Konrad I. Winkler 1334 – 1355
- Johannes I. von Fischach 1355 – 1366
- Friedrich von Gomaringen 1366 – 1379
- Heinrich VI. von Gabelbach 1379 – res. 1397
- Johannes II. Lauginger 1397 – 1403
- Johannes III. Kissinger 1403 – 1428 (erster infulierter Abt)
- Heinrich VII. Heutter 1428 – 1439
- Johannes IV. von Hohenstein 1439 – res. 1458
- Melchior Stammheim 1458 – 1474
- Heinrich VIII. Frieß 1474 – 1482
- Johannes V. von Giltlingen 1482 – 1496
- Konrad II. Mörlin 1496 – 1510
- Johannes VI. Schrott 1510 – res. 1527
- Johannes VII. Könlin 1527 – res. 1539
- Simon Goll 1539 – 1548
- Jacob Köplin 1548 – 1600
- Johannes VIII. Merk 1600 – 1632
- Bernhard Hertfelder 1632/1635 – 1664
- Gregor I. Jos 1664 – 1674
- Roman Daniel 1674 – 1694
- Willibald Popp 1694 – 1735
- Cölestin Mayr 1735 – 1753
- Joseph Maria von Langenmantel zu Westheim 1753 – 1790
- Wikterp Grundner 1790 – 1795
- Gregor II. Scheffler 1795 – 1802/+1806